# Mezopotámiai mitológia
A mezopotámiai mitológia alapja a sumer mitológia. A sumer istenek a görögökhöz hasonlóan antropomorfak, emberekhez hasonló alakúak és tulajdonságúak, akik mintegy királyként az embereket alattvalóiknak tekintik. A panteonba néhány korai uralkodó is belépett halála után (pl. Tammúz). Hasonlóképpen a szomszédos nomád népek mezopotámiai hódítását is az illető nép istenének a mezopotámiai pantheonba való beházasodásával írták le (Marduk). Az egyes istenek szerepe városának felemelkedésével erősen megnőhetett (Marduk, Assur).
Az istenek tetteit az agyagtáblára írt sumer és akkád eposzok örökítették meg.

## Mezopotámiai pantheon

### Istenek
A lista általában az isten központi szentélyeit és városait adja meg, néhol egy-egy az isten szempontjából kisebb jelentőségű szentélyt is zárójelben.
| Sumer név                                                              | Akkád név                            | Város                                       | Szentélykörzet                                                  | Szerepe | Megjegyzés                                                                            |
| ---------------------------------------------------------------------- | ------------------------------------ | ------------------------------------------- | --------------------------------------------------------------- | --- | ------------------------------------------------------------------------------------- |
| Őselemek az első istenek létrehozói (saját városuk és kultuszuk nincs) |                                      |                                             |                                                                 | |                                                                                       |
| Abzu „távoli víz” (édesvíz) (Engur)                                    | Apszú (Apszum) (Engurru)             | –                                           | –                                                               | a megtermékenyítő édesvíz, az élet ősoka                                                                                          | Lahmu és Lahamu apja                                                                  |
| Tiamat „tenger” (sósvíz)                                               | Apszú(Apszum)                        | –                                           | –                                                               | tenger, őskáosz, halála után kettévágva az ég és a föld alapanyaga                                                                | Lahmu és Lahamu anyja                                                                 |
| Az istenek régi nemzedéke (saját városuk és kultuszuk nincs)           |                                      |                                             |                                                                 | |                                                                                       |
| Lahmu                                                                  |                                      | –                                           | –                                                               | | Abzu és Tiamat fia                                                                    |
| Lahamu                                                                 |                                      | –                                           | –                                                               | | Abzu és Tiamat lánya                                                                  |
| Ansar                                                                  |                                      | –                                           | –                                                               | saját kultusza nem ismert, később azonosították Assurral                                                                          | Lahmu és Lahamu fia                                                                   |
| Kisar                                                                  |                                      | –                                           | –                                                               | saját kultusza nem ismert | Lahmu és Lahamu lánya                                                                 |
| Az istenek új nemzedéke: a sumer uralkodó istentriász                  |                                      |                                             |                                                                 | |                                                                                       |
| An (Anu) „ég”                                                          | Anum                                 | Uruk                                        | Kulaba                                                          | a pantheon vezére, az istenek atyja, a hatalmon lévő istentriász első tagja, a csillagos ég ura                                   | Ansar és Kisar fia                                                                    |
| Enlil „szél ura”, „levegő ura”                                         | Ellil                                | Nippur                                      | Ékur „hegy háza”                                                | az istentriász második tagja, a levegő, a szél és a vihar istene, az Abzu és Tiamat elleni lázadás vezetője                       | An és Ki fia                                                                          |
| Enki                                                                   | Éa (Éja, Haja)                       | Eridu                                       | Éabzu „édesvíz háza”                                            | az istentriász harmadik tagja, a földfelszín és az édesvizek ura, a bölcsesség, mágia és művészetek istene                        | An és Nammu fia. Ninmah, Ningikuga férje.                                             |
| Az istenek új nemzedéke: az istenanya megtestesülései                  |                                      |                                             |                                                                 | |                                                                                       |
| Ki „föld”                                                              |                                      |                                             |                                                                 | földanya |                                                                                       |
| Ninhurszag „erdős hegy úrnője” (Ninmah „fenséges úrnő”, Mah)           | Aruru                                | Adab                                        | Émah „fenséges ház”                                             | a mitológia istenanyja, azonosult Kivel                                                                                           | Enki egyik felesége                                                                   |
| Damgalnunna „fejedelmi főfeleség”                                      | Damkina                              | Malgum                                      |                                                                 | azonosult Ninhurszaggal | itt Enki felesége, aki szintén a város istene                                         |
| Ninszikila „szűzi úrnő”                                                |                                      |                                             |                                                                 | | Enki egyik felesége Tilmun mítoszában                                                 |
| Nintu „szülés úrnője” (Mama)                                           | Bélet-ilí „az istenek úrnője” (Mami) | Kés                                         |                                                                 | Ninhurszag mása | Enki és Ninszikila lánya, Enki egyik felesége                                         |
| Uras                                                                   |                                      | Dilbat                                      | Éimbi-Anu                                                       | földistenanya, azonosult Kivel | An egyik felesége                                                                     |
| Nammu                                                                  |                                      | Eridu                                       |                                                                 | sumer ősistenanya, akkád szövegekben szinte soha nem szerepel                                                                     | An egyik felesége                                                                     |
|                                                                        | Antu (Antum)                         |                                             |                                                                 | égi istenanya az akkád mitológiában                                                                                               | An felesége Urukban                                                                   |
| Az istenek új nemzedéke: asztrális (égitestekhez köthető) istenek      |                                      |                                             |                                                                 | |                                                                                       |
| Innin (Inanna)                                                         | Istár                                | Uruk/ (Szippar)/ (Agade)/ (Assur)/ (Ninive) | Éanna „ég háza”/ (Éulmas)/ (Éulmas)/ (...)/ (Émismis)           | a Vénusz megtestesülése, a növényi és állati vegetáció, a szerelem, a termékenység, az anyaság, háború (Istarként) stb. istennője | Urukban An és Antum lánya; funkcióiban több isten felesége                            |
| Nanna (Nannar, Enzu)                                                   | Szín (Szuen)                         | Ur/ Harrán / (Babilon)                      | Égissirgal „nagy fény háza”/ Éhulhul „öröm háza” / (Égissirgal) | holdisten | Enlil és Ninlil elsőszülött fia                                                       |
| Utu (Utug)                                                             | Samas                                | Larsza, Szippar                             | Ébabbar „fehér ház”                                             | napisten | Nanna és Ningal fia, Aja férje                                                        |
| Az istenek új nemzedéke: akkád-asszír főistenek                        |                                      |                                             |                                                                 | |                                                                                       |
|                                                                        | Marduk                               | Babilon                                     | Észagíla „fej felemelésének háza”                               | Hammurapi idején átvette Enlil szerepét                                                                                           | Enki és Damgalnunna fia                                                               |
|                                                                        | Szarpánítu                           | Babilon                                     | Észagíla „fej felemelésének háza”                               | főistennő, a terhesség és szülés segítője, a család megalkotója (mint Szerpánítum)                                                | Marduk felesége                                                                       |
| Aszalluhi                                                              | Aszari                               | Kuara                                       |                                                                 | helyi védőisten, később azonosították Mardukkal                                                                                   | Enki fia                                                                              |
|                                                                        | Assur                                | Assur                                       | Ékur: Éhurszagkurkurra                                          | helyi védőisten, majd Enlil címeivel főisten, később azonosult Ansarral is                                                        |                                                                                       |
| Az istenek új nemzedéke: An többi gyermeke                             |                                      |                                             |                                                                 | |                                                                                       |
| Mardu (Martu)                                                          | Amurrú                               |                                             |                                                                 | nomád viharisten | An fia                                                                                |
| Iskur                                                                  | Adad                                 | Bít-Karkara                                 | Éudgalgal „hatalmas vihar háza”                                 | viharisten, a bőség ura is, fegyvere a villám, szent állata a bika                                                                | An és Sala fia; amurrú, kánaánita: Hadad                                              |
| Ningikuga                                                              |                                      |                                             |                                                                 | | An és Nammu lánya, Enki egyik felesége                                                |
| Gatumdug                                                               | Gatumdu                              | Bagara                                      |                                                                 | helyi védőistennő | An lánya                                                                              |
| Baba                                                                   | Bau (Bava)                           | Girszu                                      |                                                                 | helyi védőistennő | An és Gatumdug lánya, Ningirszu felesége                                              |
| Gula (Niníszína, Ninkarrak)                                            |                                      | Íszín                                       | Égalmah „nagy fenséges ház” (palota)                            | a gyógyászat istennője, a „Nagy Orvosnő”, Niníszína „Íszín Úrnője”                                                                | An lánya, Ninurta felesége                                                            |
| Niszaba (Nidaba, Nanibgal)                                             |                                      | Umma, Uruk                                  |                                                                 | az írás, olvasás, betakarítás istennője                                                                                           | An és Uras lánya                                                                      |
| Nininszina                                                             |                                      |                                             |                                                                 | |                                                                                       |
| Az istenek új nemzedéke: Enlil többi gyermeke                          |                                      |                                             |                                                                 | |                                                                                       |
| Ningirszu („Girszu ura”, tkp. „úrnője”)                                |                                      | Lagas/Girszu                                | Éninnu/Émah                                                     | helyi védőisten, viharisten lehetett                                                                                              | Enlil és Nanse fia; Bau férje; később azonosították Ninurta hadistennel               |
| Ninurta                                                                |                                      | Dilbat/Lagas                                |                                                                 | a termékenység, majd a háború istene                                                                                              | Enlil fia; felesége Ninegal a „nagy ház úrnője”; később azonosították Ningirszuval    |
| Nergal                                                                 |                                      | Kuta                                        | Meslam                                                          | az alvilág istene | Enlil és Ninlil/Bélet-ili fia                                                         |
| Ninazu                                                                 |                                      | Esnunna                                     |                                                                 | helyi orvosisten | Enlil és Ninlil/Ereskigal fia, jelképe, mint Aszklépioszé, a bot köré csavarodó kígyó |
| Enbilulu                                                               |                                      |                                             |                                                                 | sorsisten | Enlil és Ninlil fia                                                                   |
| Namtar                                                                 |                                      |                                             |                                                                 | sorsisten | Enlil és Ereskigal fia                                                                |
| Az istenek új nemzedéke: Enki többi gyermeke                           |                                      |                                             |                                                                 | |                                                                                       |
| Ningal „nagy úrnő”                                                     |                                      | Ur                                          |                                                                 | | Enki és Ningikuga lánya, Nanna felesége, Utu anyja                                    |
| Nanse                                                                  |                                      | Nina                                        | Szirara                                                         | az igazság, jóslás, termékenység és halászat istennője                                                                            | Enki és Ninhurszag lánya                                                              |
| Abu                                                                    |                                      |                                             |                                                                 | Ninhurszag teremtette Enki meggyógyítására                                                                                        |                                                                                       |
| Ninszutu                                                               |                                      |                                             |                                                                 | |                                                                                       |
| Nintulla                                                               |                                      |                                             |                                                                 | |                                                                                       |
| Ninkaszi „vágy úrnője”                                                 |                                      |                                             |                                                                 | Ninhurszag teremtette Enki fájó ínyének meggyógyítására; a sörfőzés istennője                                                     |                                                                                       |
| Ninti „borda(élet/éj) úrnője”                                          |                                      |                                             |                                                                 | Ninhurszag teremtette Enki fájó bordájának meggyógyítására                                                                        |                                                                                       |
| Dazimua                                                                |                                      |                                             |                                                                 | |                                                                                       |
| Ensag                                                                  |                                      |                                             |                                                                 | |                                                                                       |
| Az istenek új nemzedéke: A többi isten                                 |                                      |                                             |                                                                 | |                                                                                       |
| Ninlil                                                                 |                                      | Nippur                                      | Tummal                                                          | a déli szél istennője | Nunbarsegunu lánya; Enlil felesége                                                    |
| Szud                                                                   |                                      | Suruppak                                    |                                                                 | helyi védőisten, azonosították Ninlillel                                                                                          | Niszaba lánya                                                                         |
|                                                                        | Erra                                 | Kuta                                        |                                                                 | a háború és a dögvész istene | Kutában közös szentélye volt Nergallal                                                |
| Ereskigal                                                              |                                      | Kuta                                        |                                                                 | az alvilág úrnője |                                                                                       |
| Zababa                                                                 |                                      | Kis                                         | Émeteurszag „Hős harának háza”                                  | a háború istene |                                                                                       |
| Senirda (Szudanga)                                                     | Aja                                  | Larsza, Szippar                             | Gigunum                                                         | | Utu felesége                                                                          |
| Tispak                                                                 |                                      | Esnunna                                     |                                                                 | helyi isten |                                                                                       |
| Dagan                                                                  |                                      | Tuttul                                      |                                                                 | az Eufrátesz menti nyugati sémi telepesek védőistene                                                                              |                                                                                       |
| Nabú                                                                   |                                      | Borszippa                                   | Ézida „szent ház”                                               | az írás és a tudományok istene | Marduk fia                                                                            |
| Sulutula                                                               |                                      |                                             |                                                                 | védőisten | Éannatum említi a Keselyű-sztélén                                                     |
| Ningiszida „Nin-gis-zida: a tiszta fa ura” (Giszida)                   |                                      |                                             |                                                                 | alvilági isten | Ninazu fia                                                                            |
| Gestinanna (Ngestinanna, Gestinnin, ?Amagestina „szőlővessző anyó”)    |                                      |                                             |                                                                 | látnok, álomfejtő | Enki és Ninhurszag lánya, a lagasi istenkörben Ningiszida felesége                    |
| Azimua                                                                 |                                      |                                             |                                                                 | az alvilág írnoknője | az uruki istenkörben Ningiszida felesége                                              |
| Szumukan                                                               |                                      |                                             |                                                                 | a vad- és háziállatok védelmezője                                                                                                 |                                                                                       |
| Dumuzi                                                                 | Duuzu                                |                                             |                                                                 | az állattenyésztés, a nyájak, aklok, karámok istene                                                                               | óhéber, arámi: Tammúz                                                                 |
| Enkimdu                                                                |                                      |                                             |                                                                 | a földművelés, a csatornák és árkok istene                                                                                        |                                                                                       |
| Ninsubur „sertés úrnő” (Papszukal)                                     | Ilabrat                              |                                             |                                                                 | Innin (hermafrodita?) kísérője, An (férfi) követe                                                                                 |                                                                                       |
| Iszimud (Iszimu)                                                       | Uszumu                               |                                             |                                                                 | Enki követe |                                                                                       |

### Szellemek és mitikus lények
- Apkalluk – a „hét bölcs”, pl. Adapa
- Mushussu vagy Szirrus – sárkány, Marduk jelvénye és „háziállata”
- Lamastu (Dimme) - oroszlánfejű démonnő

### Lélekformák és démonjaik
- ilu – isteni eredetű szellemi képesség, (jó- vagy bal)szerencse
- istaru – sors, életút
- lamasszu – jellem
- sédu – életerő

## A világ története

### Teremtés
A mezopotámiaiak hite szerint kezdetben csak két teremtmény létezett, amelyek élőlények és elemek voltak egyszerre. Egyikük Apszú, az édesvíz, másikuk Tiámat a tenger. Kettőjük egyesüléséből született az összes többi isten.[forrás?]

### Édenkert
A sumer irodalomban is megemlítenek a Bibliához hasonlóan egy édenkertszerű paradicsomot. Ez a Dilmunnak nevezett föld ártatlan, tiszta és napsütötte; egy olyan hely, ahol a mezőket friss víz táplálja, ahol nincsenek ragadozók, ahol a betegség és az öregedés ismeretlen, egy olyan föld, amelyet az istenek vagy szent és halhatatlan emberek laknak. Akárcsak a bibliai Édenkert, Dilmun is keletre fekszik, a felkelő nap irányában. Egyes mai kutatók szerint Dilmun - és talán maga az éden is - ma már a Perzsa-öböl mélyén nyugszik, annak a radikális vízszint-emelkedésnek a következményeként, amely itt következett be. 

### Özönvíz
A sumer királylista összeköti a mitikus kort a régészetileg is igazolható királyok korával. A listát két részre osztja az özönvíz amit egyes vélemények az i. e. 2900 körüli nagy dél-mezopotámiai folyami árvízzel azonosítanak, aminek nyomát Suruppakban és máshol is közvetlenül a Dzsemdet Naszr-kor feletti zárórétegként azonosítottak. A lista utolsó vízözön előtti mitikus suruppaki királyát, Ubartutut a későbbi mítoszok – pl. Ziuszudra és a vízözön –, mint Ziuszudra – másképpen Ut-napistim – apját írják le. A Gilgames-eposz szerint Ut-napistim Enki tanácsára bárkát épített és így túlélte az istenek által küldött özönvizet. Ut-napistim-it így egyes kutatók a bibliai Noé sumer előképének tekintik.